# Corporación Nacional de Desarrollo Indígena
La Corporación Nacional de Desarrollo Indígena (Conadi) es un servicio público chileno, creado en 1993 por la ley N°19.253, que tiene como objetivos la promoción, la coordinación y la ejecución de la acción estatal de los planes de desarrollo de las personas pertenecientes a los pueblos indígenas de Chile.
Depende administrativamente del Ministerio del Desarrollo Social y Familia y su sede principal está en la ciudad de Temuco. Tiene dos subdirecciones nacionales: Temuco para las regiones del Biobío, La Araucanía, Los Lagos y Los Ríos e Iquique para las regiones de Arica y Parinacota, Tarapacá y Antofagasta.

## Antecedentes
La política de desarrollo indígena en Chile tiene sus antecedentes históricos en la Dirección de Asuntos Indígenas (DASIN, 1953-1972), creada por Carlos Ibáñez del Campo por influjo de la Corporación Araucana, y el Instituto de Desarrollo Indígena (IDI, 1972-1978), conformado durante el gobierno de Salvador Allende.
Durante la dictadura militar de Augusto Pinochet desaparece la institucionalidad indígena, y se da inicio a un masivo proceso de subdivisión de tierras, en el marco del DL N°2.568 de 1979. Como reacción a este proceso se inicia la reorganización de los movimientos indígenas de oposición, los que mayoritariamente en 1989 adhieren al llamado Acuerdo de Nueva Imperial, donde Patricio Aylwin, candidato de la Concertación de Partidos por la Democracia, se compromete a crear una nueva institucionalidad de desarrollo indígena.
El 27 de julio de 1990, por Decreto Supremo n.º 30, se crea la Comisión Especial de Pueblos Indígenas (CEPI 1990-1995). Esta comisión propuso tres iniciativas legales: un proyecto de ley que crea Conadi, reforma constitucional relativa a los pueblos indígenas y la ratificación del Convenio 169 de la OIT. De estas tres, solo la creación de la Conadi fue aprobada por el Congreso Nacional y, en el año 2009, fue ratificado el Convenio 169 de la OIT.
En términos institucionales, la Conadi se funda en 1993, como parte de la política indígena establecida por la ley N° 19.253, siendo su primer director nacional José Bengoa Cabello. En 1997, la Conadi enfrentó una fuerte crisis, producto de su intervención por parte del gobierno de Eduardo Frei Ruiz-Tagle. Esto llevó a que diversas organizaciones, que hasta ese momento habían respaldado la institucionalidad vigente, se desligaran de ella y pasaran a radicalizar sus acciones.

## Directores nacionales
- José Bengoa Cabello (1994)
- Mauricio Huenchulaf Cayuqueo (1994-1997)
- Domingo Namuncura Serrano (1997-1998)
- Rodrigo González López (1998-2000)
- Edgardo Lienlaf Nahuelñir (2000-2002)
- Aroldo Cayún Anticura (2002-2006)
- Juan Parra Salinas (2006-2007)
- Wilson Reyes Araya (2007-2008)
- Álvaro Marfil Hernández (2008-2010)
- Jorge Retamal Rubio (2011-2014)
- Alberto Pizarro Chañilao (2014-2017)
- Jorge Retamal Rubio(2018)
- Ignacio Malig Meza (2019-2022)
- Luis Penchuleo (2022-presente)